# 索馬里石斑魚
索馬里石斑魚，為輻鰭魚綱鱸形目鱸亞目鮨科的其中一種，分布於西印度洋的索馬利亞海域，棲息深度70-80公尺，體長可達80公分，為底棲性魚類，屬肉食性，生活習性不明。

## 擴展閱讀
維基物種上的相關：索馬里石斑魚